# You Can Live Forever
You Can Live Forever es una película dramática canadiense de 2022 dirigida por Sarah Watts y Mark Slutsky. La película está protagonizada por Anwen O'Driscoll como Jaime, una adolescente que es enviada a vivir con su tía Beth (Liane Balaban) después de la muerte de su padre; Beth está casada con Jean-François (Antoine Yared), un testigo de Jehová devotamente religioso que aspira a ser líder de su congregación. Jaime pronto desarrolla una relación romántica con Marike (June Laporte), otra mujer joven en la comunidad de la iglesia.
El reparto de la película también incluye a Hasani Freeman, Deragh Campbell, Marc-Antoine Auger, Tim Campbell, Xavier Roberge, Lenni-Kim Lalande y Juliette Gariépy.
La película se inspiró en parte en la propia crianza de Watts como persona queer en una comunidad de testigos de Jehová, pero Watts ha indicado que no es autobiográfica. La película entró en producción en el otoño de 2021, y el rodaje se llevó a cabo en Montreal y Saguenay.
La película tuvo su estreno en junio de 2022 en el Festival de Cine de Tribeca.

## Reparto
- Anwen O'Driscoll como Jaime Buckley
- June Laporte como Marike Donaldson
- Liane Balaban como Beth
- Deragh Campbell como Amanda
- Hasani Freeman como Nathan
- Lenni-Kim Lalande como Simon
- Antoine Yared como Jean-François
- Tim Campbell como Frank
- Howard Rosenstein como Mr. Haber
- Bentley Hughes como Evan

## Recepción de la crítica
En el sitio web de revisión y reseñas Rotten Tomatoes, la película obtuvo un índice de aprobación del 100% sobre la base de 9 reseñas, con una calificación promedio de 7.5/10.